# 雙后前兵開局
双后前兵开局，又稱“封闭性开局”，以1.d4 d5开始。因为此类开局容易封锁中心区域，故名。
以前把双前兵开局（1.d4 d5）、印度防御（1.d4 Nf6 2.c4）以及任何不以1.e4 e5开始的开局都称为封闭性开局。现代国际象棋理论书籍则把除了双后前兵开局的其他开局从封闭性开局中分出来，另外分类。这里取这样的分类法，以符合潮流。
常见的封闭性开局有：
- 翼弃兵 [D06-D69]

1.d4 d5 2. c4
黑方是否接受弃兵可以导致不同的变着路线。
- 正統防禦
- 塔拉什防禦

## 参阅
- 开放性开局
- 半开放性开局
- 印度防御
- 国际象棋